# TiiwTiiw
Iliass Barni, plus connu sous le nom de scène TiiwTiiw, né le 23 juillet 1992 à Bruxelles, est un chanteur de raï et producteur belgo-marocain ayant grandit à Leeuw-Saint-Pierre en Belgique.
Populaire au sein de la communauté marocaine de Belgique, il se fait connaître entre 2008 et 2014 dans la capitale belge grâce à son groupe de dakka marrakchia connu sous le nom de Dakka TiiwTiiw, il se consacre plus tard à une carrière de chanteur en collaborant avec des artistes internationaux.
Il fait partie des artistes les plus influents au Maghreb, grâce à son style et obtient une notoriété sur YouTube et sur scène lors de festivals en Belgique et à l’étranger,.

## Biographie

### Carrière musicale
Iliass Bami naît à Bruxelles de parents marocains originaires du Rif.  
Passionné de raï et de dakka marrakchia avec une influence de Michael Jackson, il grandit dans la commune de Leeuw-Saint-Pierre et s'entoure de plusieurs musiciens bruxellois, avec lesquels il se lance en tant que mascotte dans la carrière d'un membre d'un groupe de dakka marrakchia, un groupe folklorique produisant de la musique marocaine,. À l'âge de 16 ans, il fait son apparition dans plusieurs mariages marocains dans les plusieurs communes de Bruxelles en tant que musicien produisant de la dakka marrakchia en groupe,. Entre 2010 et 2014, la Dakka Tiiwtiiw se hisse en haut des podiums des salles de mariages dans toute la Belgique et les Pays-Bas. 
En 2008, à la suite de la victoire marocaine face aux Diables rouges de la Belgique sur un score de 4-1, il concocte l'un de ses premiers hit avec Redouane La Deglingue et Saad, deux rappeurs originaires de Schaerbeek, Bruxaghreb, une musique pour célébrer la victoire du Maroc. Connaissant un énorme succès, le morceau est inculqué dans l'album Platinum Hit Parade d'Ol Kainry et Sabah avant que Tiiwtiiw ne monte son propre studio à Forest pour s'auto-produire avec plusieurs artistes belges dont des producteurs et des réalisateurs.
Depuis 2015, Iliass TiiwTiiw réalise chaque été son album intitulé Dream Tiiw comprenant de nombreux artistes marocains et rappeurs français. Ses singles font régulièrement la une dans les tendances des vidéos au Maroc sur YouTube. Il collabore avec plusieurs rappeurs français dont Naza, Mister You, L'Algérino ou Lacrim. TiiwTiiw est également médiatisé en France, en Belgique, aux Pays-Bas et en Allemagne. Ses hits passent régulièrement sur le plateau FunX aux Pays-Bas.
Le 30 juin 2018, TiiwTiiw participe au Festival Mawazine devant un grand public à Salé au Maroc.
En 2020, il publie son premier album solo : Khosé et est une des têtes d’affiche de ManiFiesta,.
Le 6 juin 2021, il sort un autre single intitulé ''Frontera Nada'' en collaboration avec le rappeur espagnol Morad. Le 21 juin 2020, il sort son premier single où il chante en français, en collaboration avec le rappeur français Lacrim. Il comptabilise environ 17 millions de vues. 
En 2022, il participe au festival Couleur Café.

## Discographie

### Albums studio
- 2015 : Dream Tiiw 2015
- 2016 : Dream Tiiw 2016
- 2017 : Dream Tiiw 2017
- 2020 : Khosé

### Singles
- 2008 : Bruxaghreb feat. Redouane La Déglingue et Saad
- 2015 : Klimini Remix feat. Blanka
- 2015 : Way Way feat. Blanka et Sky
- 2016 : Ki kounti feat. L'Algérino, Blanka et Sky
- 2016 : Te amo feat. Blanka et Sky
- 2016 : DAWDAW feat. Cheb Nadir, Blanka et Sky
- 2017 : OUI OUI feat. Blanka et Sky
- 2017 : Ma fille feat. Sky
- 2017 : Bahibak awi awi feat. Amine 31 et Blanka
- 2017 : Hasta Luego feat. Zouhair Bahaoui et CHK
- 2017 : Meryoula feat. Blanka et Mister You
- 2018 : Maria feat. Cravata
- 2018 : Ferrari Khadouj ft CHK,  Blanka & Sky
- 2018 : Poupia feat. Naza & Blanka
- 2018 : Madonna
- 2019 : Bailando
- 2019 : Abdo Commando | Chaabi Chatofor
- 2019 : Frota & Coco feat. Cheb Djalil
- 2020 : Folle De Lui feat. Lacrim
- 2020 : No me Interesa
- 2021 : Frontera Nada feat. Morad

## Radio
- 2015 : Hit Radio, Morning de Momo
- 2016 : Skyrock, Planète Rap avec DJ Hamida, Reda Taliani et Mister You
- 2018 : Hit Radio, Le Morning de l'été

### Documentaires
- 2019 : Documentaire Noisey Brussel diffusé sur Videoland[19];

### Sources
- Pierre-Yves Paque, « Qui est Tiiw Tiiw, ce Belge qui dépasse un milliard de vues sur YouTube? », La Dernière Heure,‎ 14 décembre 2020 (lire en ligne)
- K. F., « TiiwTiiw, le chanteur bruxellois qui compte plus d'un milliard de vues sur Youtube », RTBF,‎ 14 décembre 2020 (lire en ligne)
- Marion Jaumotte, « TiiwTiiw, le chanteur bruxellois au millard de vues », LN24,‎ 6 janvier 2021 (lire en ligne)